# Morelosia montana
Morelosia montana là loài thực vật có hoa trong họ Mồ hôi. Loài này được (C. Wright ex Griseb.) Kuntze mô tả khoa học đầu tiên năm 1891.